# 盐田港
22°34′15.4″N 114°15′34.7″E / 22.570944°N 114.259639°E

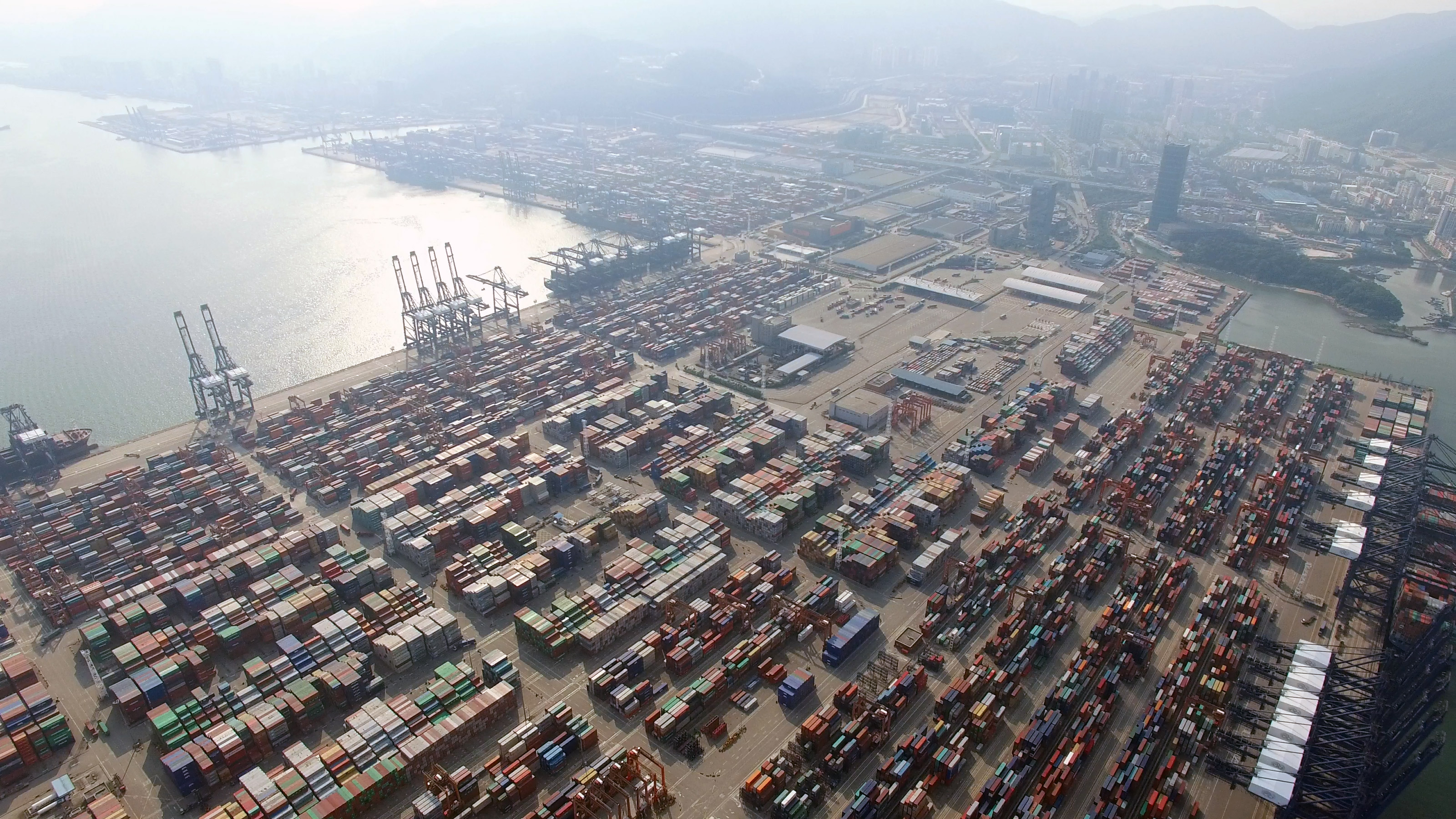
盐田港

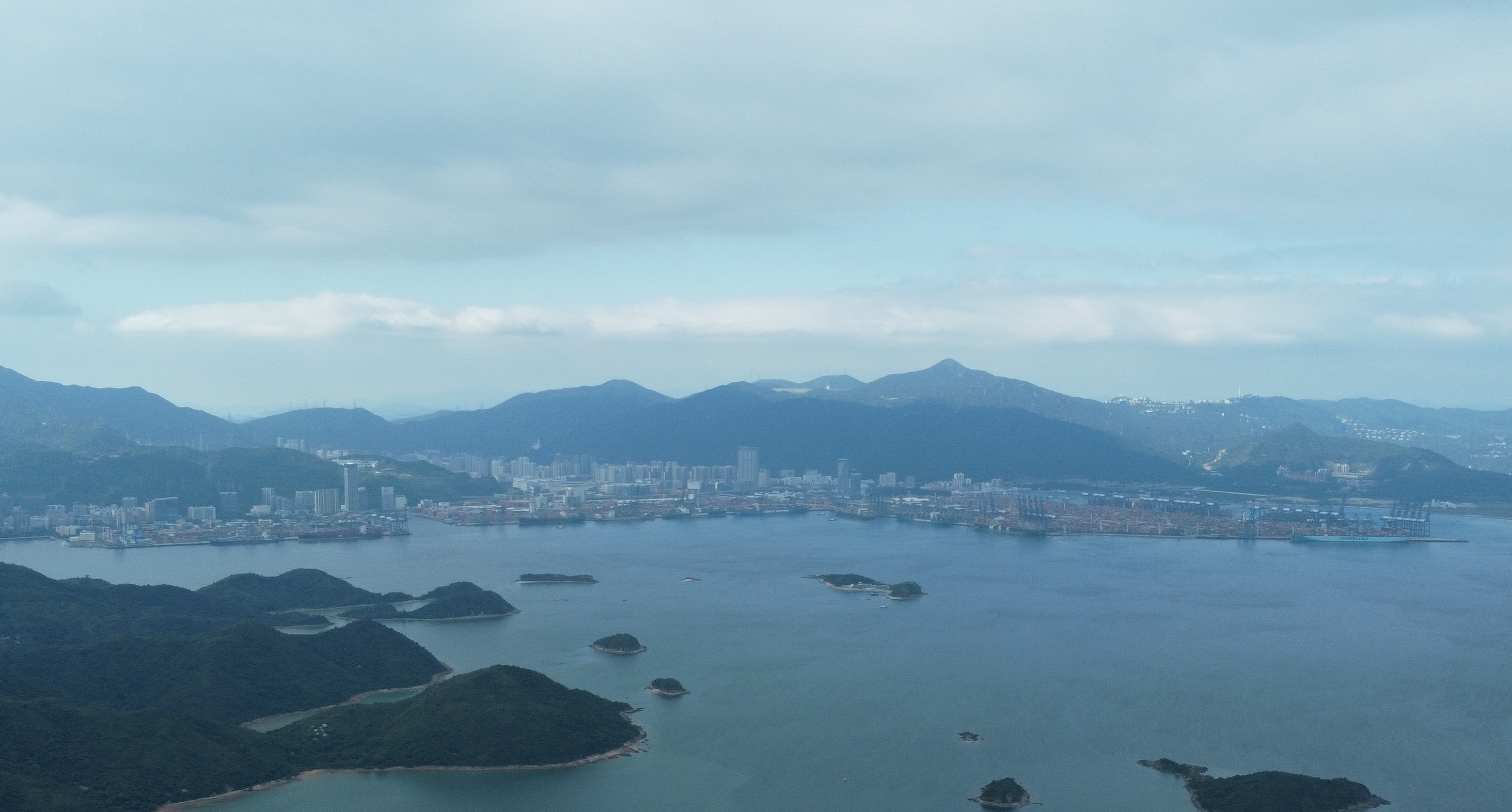
從香港角度眺望整個鹽田港港池

鹽田港是中华人民共和国南方港口，位於廣東省深圳市的鹽田區大鹏湾。鹽田港位于深圳港的东区，是主要的貨運碼頭。鹽田國際集裝箱碼頭有限公司是港口的主要运营者，為和記黃埔（重組後長江和記實業）與深圳市人民政府合資的企業。码头分為東、中及西港，其中中港分為第一至三期、西港分為第一至二期；東港已於2016至17年間完成填海工程，但至今尚未投入使用。

## 地理
盐田港背靠深圳东部的梧桐山，拥有超过5公里的天然深水岸线，水深超过15米。该属亚热带季风气候，年平均气温在22°C左右，冬季温暖，夏季炎热多雨。盛行风向为东北偏北。

## 歷史
鹽田港是深圳第一批中港合營及國企民企合作的碼頭之一，但與西部港區的眾多碼頭不同，鹽田港的香港合營企業為和記黃埔，為國際間數一數二的碼頭經營者。碼頭於1994年開始經營，多年來均統一管理深圳東部港區的碼頭。
和黃經非全資附屬公司和記鹽田港口持有鹽田港碼頭（和記港口約佔和記鹽田港口65%股權、和黃佔和記港口80%權益，直至和記港口信託的出現）。和記港口（當時為和黃全資附屬公司）於1998年增持鹽田港 （原第一、二期）至49.95%（由1997年的47.75%及1996年的43.6%），於2000年間接持有增至50.5%權益，及後非按比例於投資港口擴建，使權益百份比下降至48% （第一、二期）、42.74% （第三期）、42.74% （西港區）；並由於和黃於2006年出售20%和記港口權益予新加坡國際港務集團，使和黃間接控制的權益實為38%、34%及34%。
和記鹽田港口於2007年提出收購鹽田港股份持有的西港區部分權益，作價人民幣現金 270,628,000 元。完成轉讓時，和記鹽田港口與鹽田港股份持有之合資公司股份權益分別由 41.67%與 58.33%調整至 65%與 35%。
2009年和記鹽田港口第三大股東華潤創業向母公司華潤集團出售的估值總額約港幣47.84 億元的非核心業務（加現金港幣3,000 萬元）換取超市及酒廠資產價值總額約港幣49.37 億元，其中便包括間接持有的和記鹽田港口10%權益（經Wattrus Limited）。
2010年中遠太平洋向馬士基購入其直接及間接持有的和記鹽田港口13.7%股權及股東貸款，作價520,000,000美元現金，使中遠太平洋增持和記鹽田港口至約20.55%（直接及間接）。和記鹽田港口的其他股東Mitsui & Co.(H.K.) Limited （約2.7%）及Birrong Limited（約1.4%）。
2010年12月31日收市後和黃（或其附屬公司）向華潤集團（或其附屬公司）收購其手持的中港碼頭股權，作價港幣57億，其中便包括和記鹽田港口全數10%股權。
碼頭第一二期及西港區的第二大股東為鹽田港股份（深交所：000088），1997年於深圳交易所上市；公司总股本12.45亿股。其中，国有法人股83875万股（67%，由鹽田港集團持有；深圳市國資委持有鹽田港集團100%股份），社会公众股等40625万股（33%）。
2009年碼頭吐量為857萬9千個標準箱。中港擴建工程進行中。
2021年6月，長江和記實業與深圳市鹽田港集團有限公司訂立合資企業協議，成立50/50合資企業，以建設、發展、營運及管理位於深圳鹽田國際集裝箱碼頭東邊約120公頃、長約1470米之集裝箱碼頭一期。
2022年11月23日，盐田港完成首单液化天然气船对船加注。
2023年3月15日，盐田港控股股东的企业名称由“深圳市盐田港集团有限公司”（简称盐田港集团）变更为“深圳港集团有限公司”（简称深圳港集团）。

## 进出港
盐田港外大鹏湾水域大部分属于香港，根据港英1972年制定的《领港条例》，进出盐田港船需强制接受香港和盐田港的双重引航。1998年香港海事处领港事务咨询委员会决定豁免进出盐田港船只的香港引航。但2016年年底，香港海事处认为大鹏湾水域的大型船舶增加，同时原1998年豁免决定缺乏法律依据，因此2018年6月25日香港運輸及房屋局向香港立法会提交了修改《领港条例》以及引航费用的提案，再次要求进出大鹏湾北部盐田港船舶接受深圳与香港两次引航，2020年1月1日生效。
2022年3月15日，深圳市交通运输局与香港特别行政区海事处签署了《关于大鹏湾水域引航合作的框架协议》，对引航合作船舶范围、引航合作调度还有引航收费标准等问题达成了共识。2022年5月27日，深圳港引航站与香港领港会有限公司又共同签署了《大鹏湾水域引航合作操作协议》，就两地引航申请及调度安排等具体事项达成共识：通过深港引水员资格互认，使得深圳引航员和香港领港员均可独立引导船只进出盐田港。

## 陆地交通
- 平鹽鐵路：由和記港口信託於2001年向廣州鐵路集團購入，為本港口的配套鐵路

## 數據

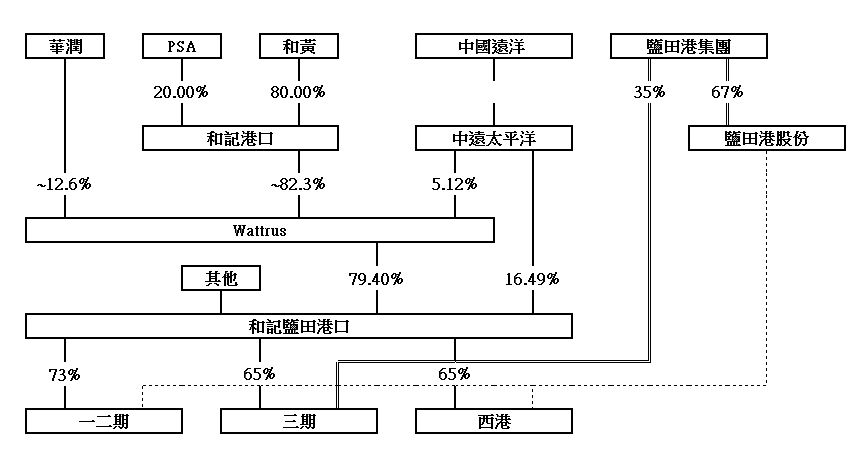
2010年股權結構

| 貨箱碼頭 | 碼頭前沿水深 （米） | 泊位 | 岸线长度 （米） | 岸边起重机 （台） | 面積 （平方米） | 處理能力 （千標準箱） | 2009年處理量 （千標準箱） |
| -------- | ------------------- | ---- | --------------- | ----------------- | --------------- | --------------------- | ------------------------- |
| 第一二期 | 14.0－15.5          | 5    | 1,650           |                   |                 | 4,500                 | 8,579                     |
| 第三期   | 17                  | 10   | 3,297           |                   |                 | 9,000                 | 8,579                     |
| 東港區   |                     |      |                 |                   |                 |                       | 8,579                     |
| 總計     |                     |      |                 |                   |                 |                       | 8,579                     |